# Wielkawieś
Wielkawieś (do 31 grudnia 2016 Wielka Wieś) – wieś w Polsce położona w województwie wielkopolskim, w powiecie poznańskim, w gminie Stęszew, stanowi tzw. przysiółek obrębu ewidencyjnego Krąplewo.

## Położenie
W latach 1975–1998 miejscowość należała administracyjnie do województwa poznańskiego.
Wielkawieś położona jest przy drodze wojewódzkiej nr 306, nad jeziorem Wielkowiejskim. Ma ono powierzchnię 13,3 ha; głębokość 2,8 m i położone jest na wysokości 70,9 m n.p.m. Część lasów położonych wokół wsi należy do Wielkopolskiego Parku Narodowego.

## Gospodarka
Na terenie Wielkiejwsi działają między innymi firmy produkujące oświetlenie, zabudowy samochodów ciężarowych, namioty i hale oraz stolarnia.

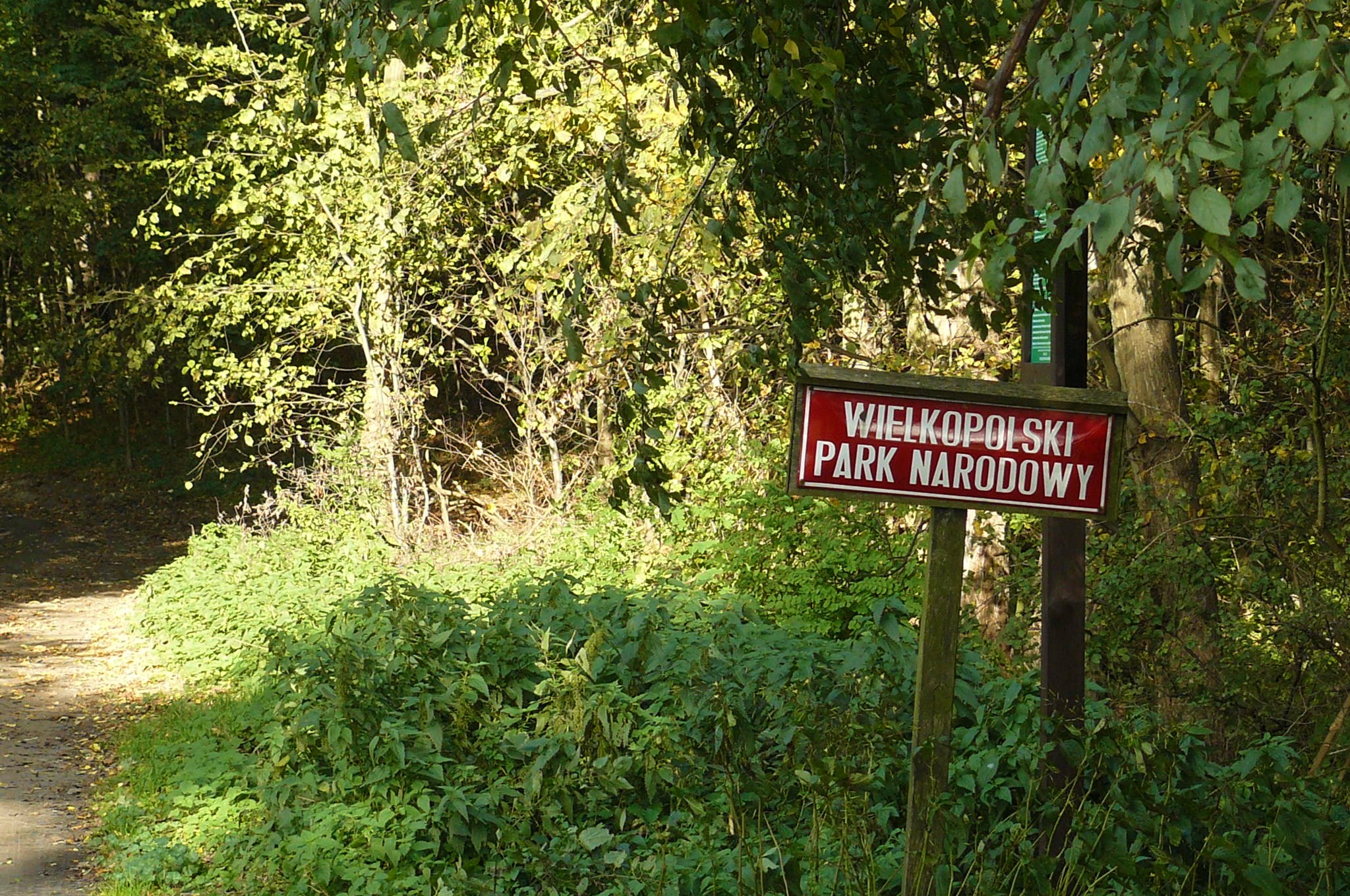
Wielkawieś – granica Wielkopolskiego Parku Narodowego.